# Geophilus ridleyi
Geophilus ridleyi är en mångfotingart som beskrevs av Pocock 1890. Geophilus ridleyi ingår i släktet Geophilus och familjen storjordkrypare. Inga underarter finns listade i Catalogue of Life.